# Pseudozizeeria maha
Pseudozizeeria maha is een vlinder uit de familie van de Lycaenidae. De wetenschappelijke naam van de soort is voor het eerst geldig gepubliceerd in 1848 door Vincenz Kollar. De soort komt voor in een groot deel van het Oriëntaals gebied en het aansluitende deel van het Palearctisch gebied van Iran tot in Japan.

## Synoniemen
- Polyommatus chandala Moore, 1865
- Lycaena opalina Poujade, 1885
- Lycaena marginata Poujade, 1885
- Plebeius albocoeruleus Röber, 1886
- Lycaena argia Ménétries, 1857
- Lycaena japonica Murray, 1874
- Lycaena alope Fenton, 1882
- Lycaena harae Matsumura, 1906[2]

## Ondersoorten
- Pseudozizeeria maha maha
- Pseudozizeeria maha diluta (C. & R. Felder, 1865)
  - = Lycaena squalida Butler, 1879
- Pseudozizeeria maha kashikurai (Nakamura, 1931)
- Pseudozizeeria maha okinawana (Matsumura, 1929)
- Pseudozizeeria maha ossa (Swinhoe, 1885)
- Pseudozizeeria maha saishutonis (Matsumura, 1927)

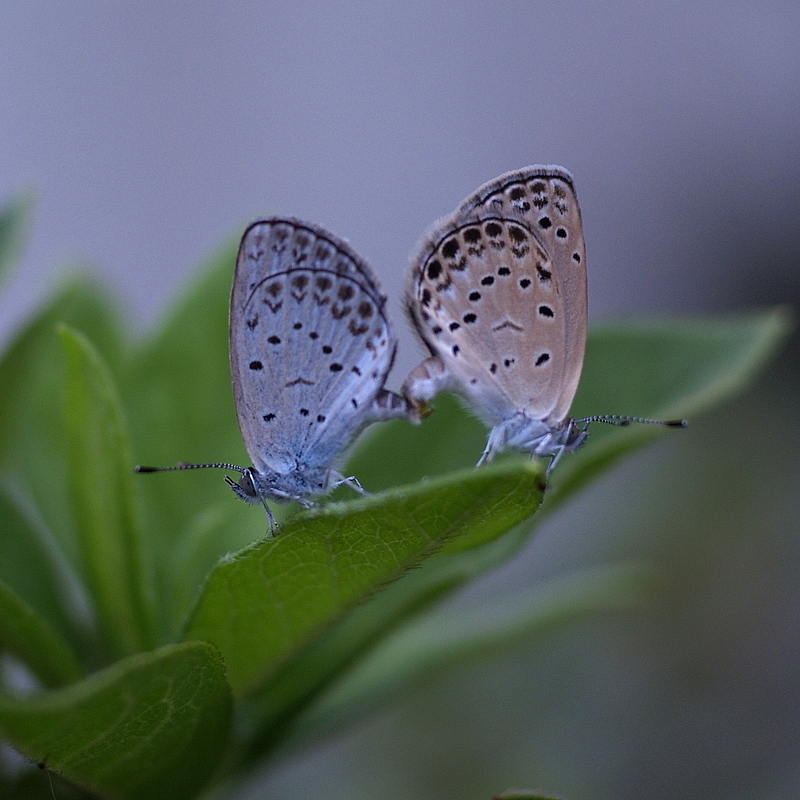
Paring
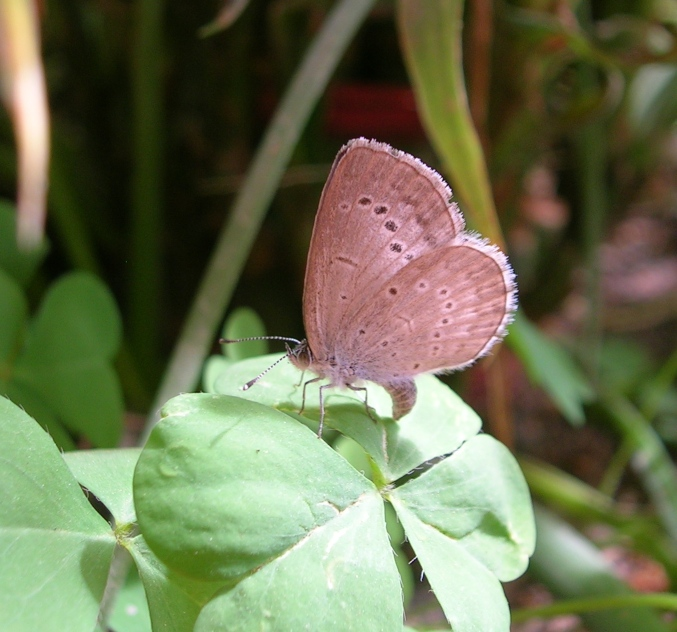
Eierleggend vrouwtje, Bangalore, India
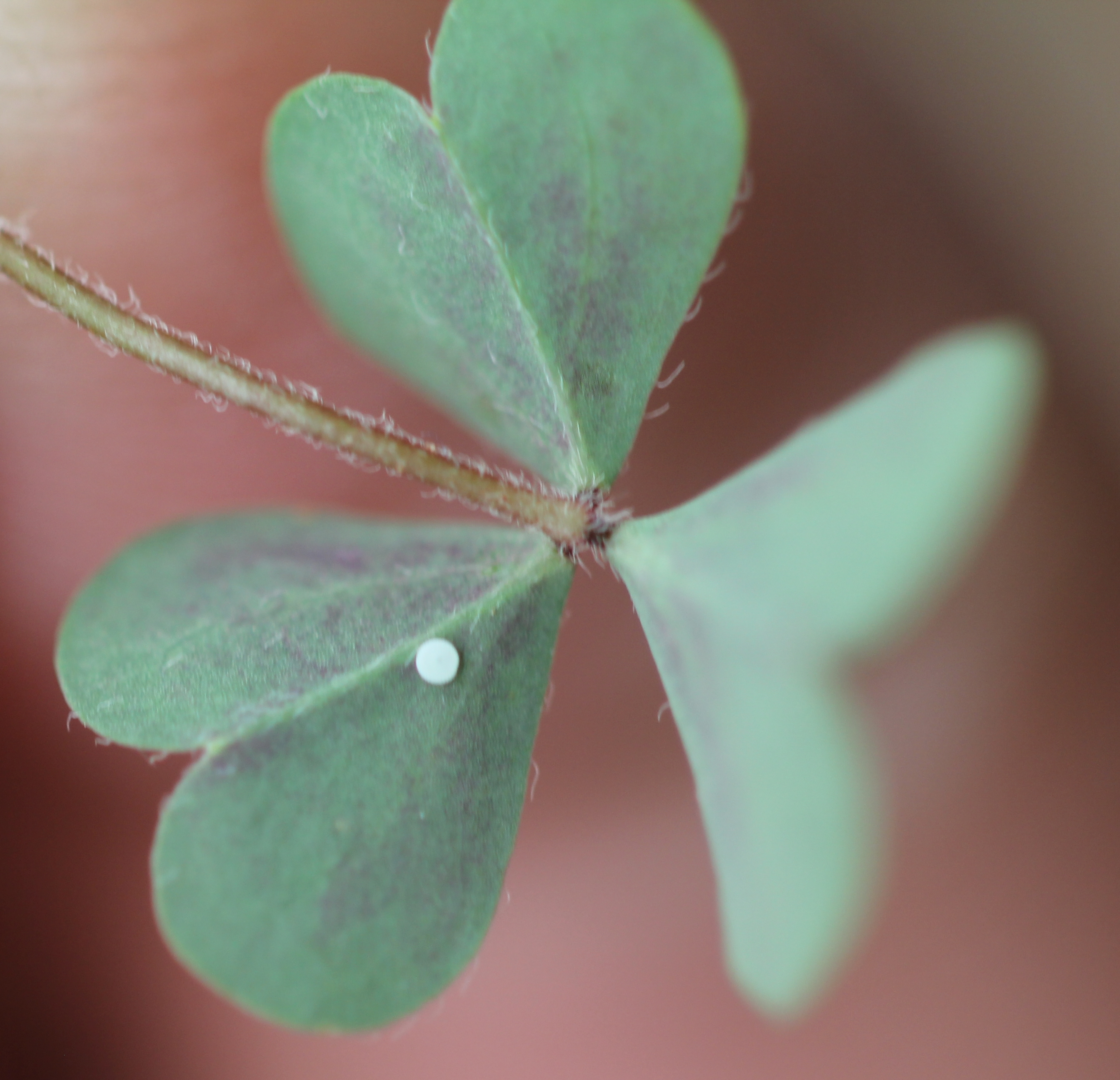
Eitje op Oxalis
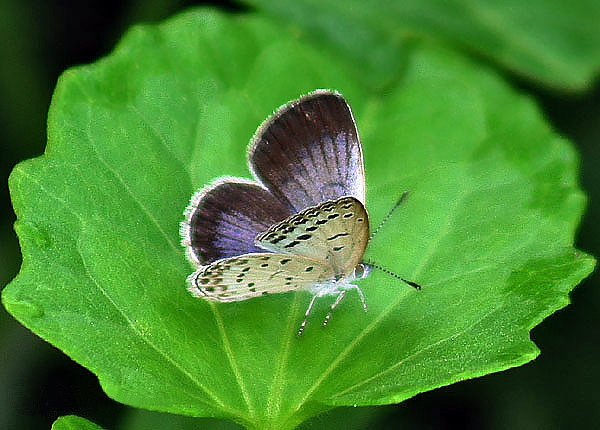
Mannetje in India
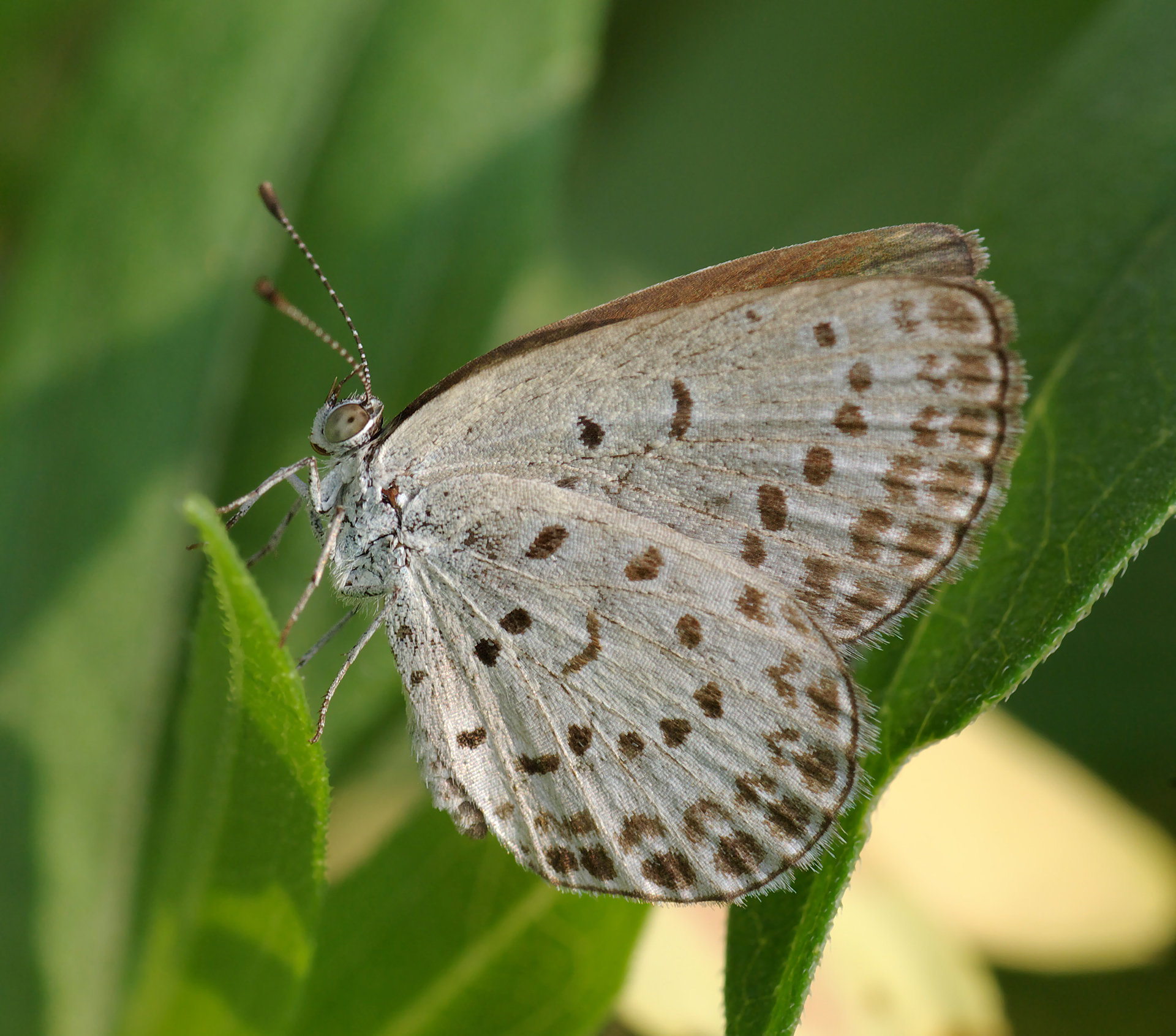
Onderzijde van beide vleugels
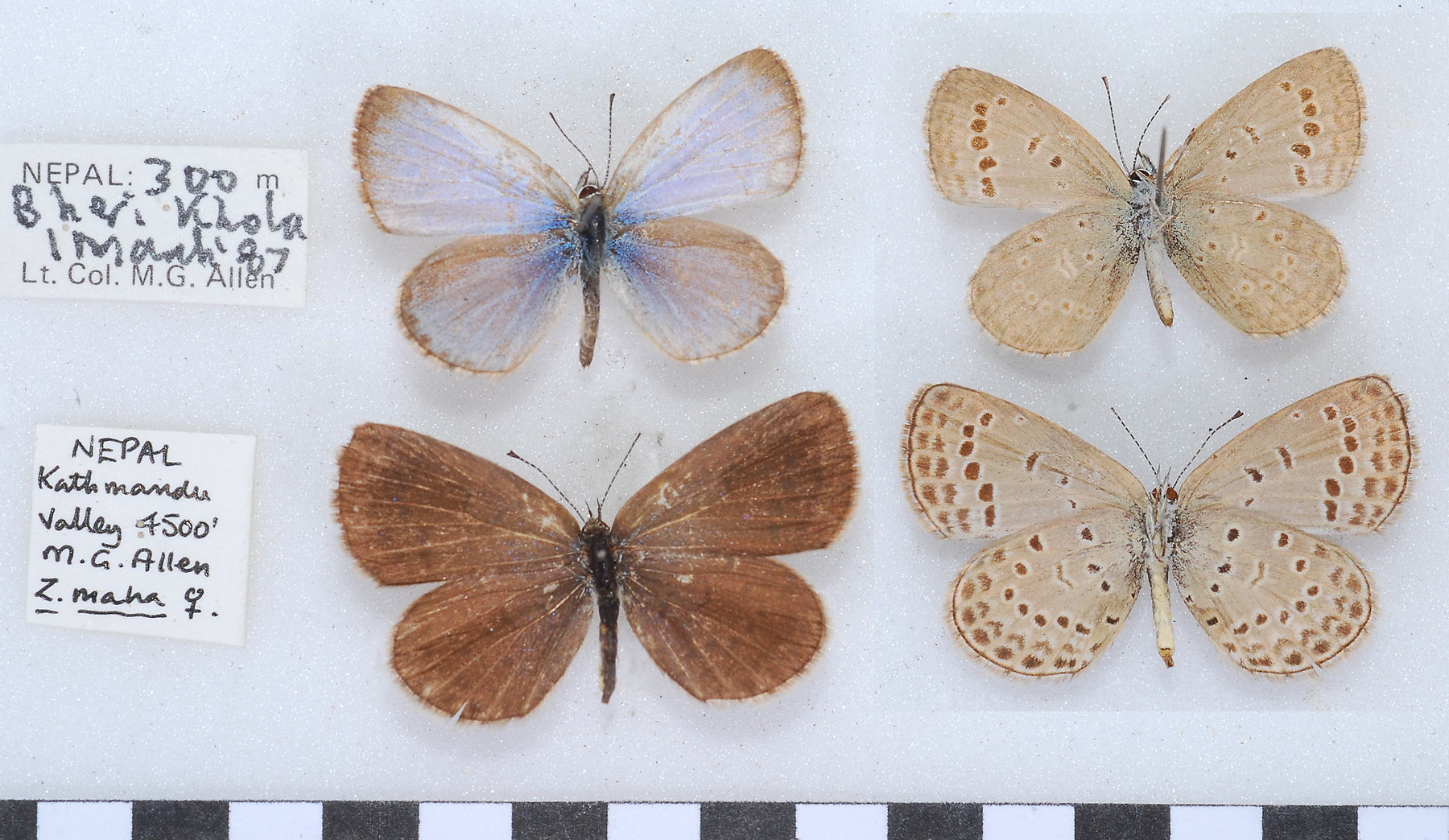
Mannetje en vrouwtje uit Nepal